# 客星
客星，中國古代欽天監對彗星、新星或超新星的稱呼。太史亦會使用。
唐人李淳風在《觀象玩占》提到：“客星，非常之星。其出也，無恆時；其居也，無定所。忽見忽沒，或行或止，不可推算，寓於星辰之間如客，故謂之客星。”
《漢書·天文志》：「元光元年六月（前134年），客星見於房」，是歷史上最早的客星記錄。

## 其他客星記載
天關客星，公元1054年的一顆超新星。其殘骸形成今天的蟹狀星雲。
- 《宋會要》：「至和元年五月，晨出東方，守天關。晝如太白，芒角四出，色赤白，凡見二十三日。」
- 《宋史·仁宗本紀》：「嘉祐元年三月辛未（1056年4月5日），司天監言：自至和元年五月（1054年7月4日），客星晨出東方，守天關，至是沒。」

## 軼事
漢光武帝曾經召見嚴子陵到宮中，晚上並睡同一床。嚴子陵睡覺時把腳放在劉秀腹部。次日，太史說：「昨夜客星犯帝座甚急。」劉秀笑說：「朕故人嚴子陵共臥爾。」

## 外部連結
- 黃一農：〈中平客星新釋（页面存档备份，存于）〉。
- 黃一農：〈歷史上最密集的客星發現──西元1592年的四顆客星〉。
- 席泽宗：古新星新表（页面存档备份，存于）
- 席泽宗 薄树人：中朝日三国古代的新星纪录及其在射电天文学中的意义
- 王善欽：突然出現的巨大星星與平息輿情危機的天文學家 （页面存档备份，存于）